# Lob der Torheit

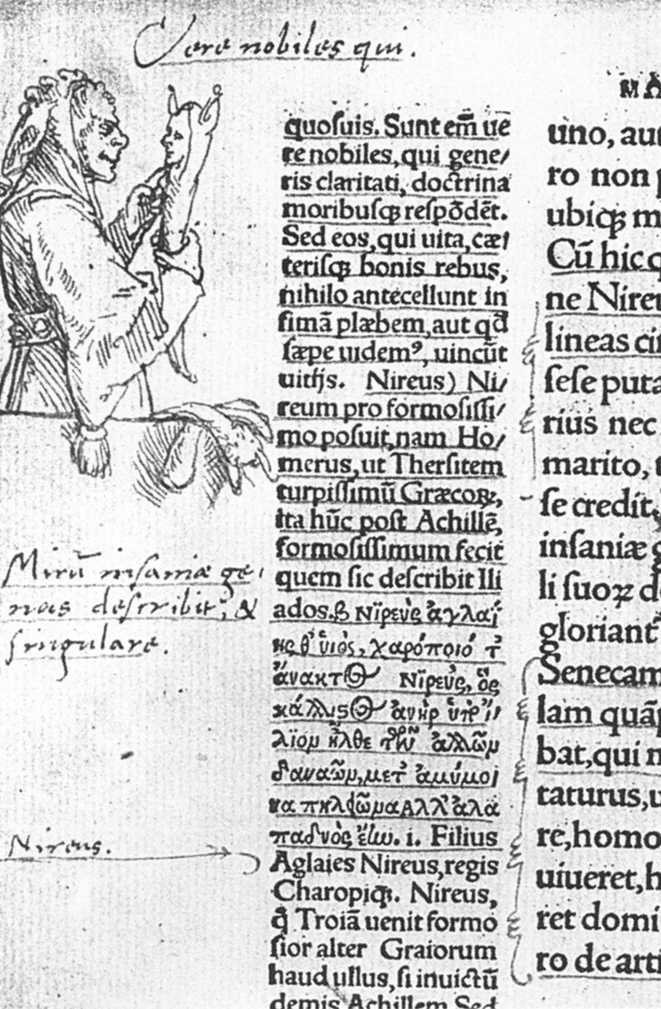
Die Torheit, eine von 83 Randzeichnungen Hans Holbeins in dem Exemplar der Basler Ausgabe von 1515, das Erasmus selbst gehörte (Kupferstichkabinett, Basel)

Moriae encomium, zu Deutsch: Lob der Torheit  (oder Lob der Narrheit), ist der Titel eines der bekanntesten Werke des niederländischen Humanisten Erasmus von Rotterdam. Das Werk, ein herausragendes, zu seiner Zeit wirkmächtiges Beispiel der Narrenliteratur, ist auch als Laus stultitiae bekannt.

## Entstehungsgeschichte
Erasmus schrieb sein Werk 1509 während eines Aufenthalts bei seinem Freund Thomas Morus in England. Bereits Jahre zuvor (1506) adaptierte Erasmus satirische Texte des hellenistischen Satirikers Lukian von Samosata (120–180), der später auch der Voltaire der Antike genannt wurde, und gab sie – gemeinsam mit Thomas Morus – als Werksammlung Luciani opuscula heraus.
Das in lateinischer Sprache als ironische Lehrrede verfasste Lob der Torheit wurde erstmals durch Jehan Petit und Gilles de Gourmont 1511 in Paris und kurz danach mit Datum vom August 1511 durch Matthias Schürer in Straßburg gedruckt. In einer Neuauflage wurde es 1515 durch Johann Froben in Basel herausgebracht und dazu mit 83 Handzeichnungen des Malers Hans Holbein d. J. illustriert. Es wurde eines der meistgelesenen Bücher der Weltliteratur. Erasmus widmete das Werk seinem Freund Thomas Morus:

„Nun, vor allem danke ich die Idee deinem Namen Morus, der den Namen der Moria gerade so ähnlich ist, wie du selbst ihrem Wesen unähnlich bist […] Und dann glaube ich, ein solches Spiel der Phantasie werde besonders dir gefallen; denn ein Scherz wie dieser – er ist, will ich hoffen, weder vulgär noch überall witzlos – machte dir stets großen Spaß, und ohnehin schaust du das menschliche Treiben mit den Augen eines Demokrit an, nur dass du bei allem scharfen Verstand, der dich weit von den landläufigen Ansichten wegführt, zugleich der umgänglichste, gemütlichste Mensch bist, der doch wieder mit allen auf alles einzugehen vermag und liebt. So wird dir denn diese kleine Stilübung als Andenken an deinen Studienfreund nicht unwillkommen sein. Du wirst aber auch deine Hand über sie halten, denn dir ist sie gewidmet und dir gehört sie jetzt, nicht mir.“

Das Lob der Torheit wurde schon zu Lebzeiten des Erasmus in viele europäische Sprachen übersetzt, denn Satiren waren in der Renaissance die bevorzugte Literatur der Gebildeten.

## Inhalt
Stultitia tritt als Frau mit „schlechtem Ruf“ an ein Katheder, bekennt sich als die personifizierte Torheit und lobt genussvoll ihre „Tugenden“ und Leistungen für die Menschheit. Die ersten Sätze des Buches verdeutlichen sofort die Intention des Erasmus:

„Die Torheit tritt auf und spricht: Mögen die Menschen in aller Welt von mir sagen, was sie wollen – weiß ich doch, wie übel von der Torheit auch die ärgsten Toren reden –, es bleibt dabei: Mir, ja mir ganz allein und meiner Kraft haben es Götter und Menschen zu danken, wenn sie heiter und frohgemut sind.“

In ironischer Überzeichnung lässt Erasmus „seine“ Weltherrscherin Stultitia, die sich mit ihren Töchtern Eigenliebe, Schmeichelei, Vergesslichkeit, Faulheit und Lust (den sog. Todsünden) die Welt untertan gemacht hat, sich loben, und zielt dabei mit rhetorischer Eleganz auf die Dummheiten und Laster der Menschen. Ohne große Umschweife liest Stultitia dem erstaunten Zuhörer (Leser) deutlich die Leviten, nimmt fromme Christen, Kaufleute, Fürsten, Advokaten, Mönche, Gottesdiener, Heilige und Gelehrte aufs Korn und zeichnet auf raffinierte Art und Weise ein Spiegelbild der Zeit:

„Was ihr von mir zu hören bekommt, ist allerdings bloß eine einfache Stegreifrede, kunstlos, doch ehrlich. Und meint mir ja nicht, das, was ich sage, sei nach Redner-Manier gelogen, nur um mein Genie leuchten zu lassen. Ihr kennt das ja: Merkt einer auf mit einer Rede, über die er dreißig Jahre gebrütet hat – oft ist sie auch gestohlen –, so schwört er euch, er habe sie in drei Tagen wie spielend hingeschrieben oder gar diktiert. O nein – ich liebe es von jeher, alles das zu sagen, was mir Dummer just auf die Zunge kommt. Nur erwartet nicht, dass ich mich nach der Schablone der gewöhnlichen Redner definiere oder gar disponiere. Ein übler Anfang wäre beides, denn eine Kraft, die in der ganzen Welt wirkt, lässt sich in keine Formel bannen, und eine Gottheit zerstückelt man nicht, zu der sich alle Kreaturen zusammenfinden.“

Den Zuhörern erklärt die fiktive Rednerin, die mit ihrem „Wörtermischmasch“, nach dem Vorbild der von ihr kritisierten Gelehrten, willkürlich Zitate aus Dichtung, Philosophie und Theologie auswählt und in ihrem Sinn interpretiert, d. h. verfälscht, dass sich vor allem das Närrische und die Dummheit günstig und fördernd auf das Miteinander der Menschen auswirkt. Wo sie auch auftrete, herrsche Freude und Frohmut, alle stehen sie in ihrer Schuld, denn sie habe ihre Gaben – auch ungefragt – immer großzügig verteilt … an jedermann (dass kein Mensch ohne ihre Weihe und Gunst ein angenehmes Leben führen kann):
Alle Menschen (dass der Schein […] mehr fesselt als die Wahrheit) der einzelnen Nationen (eine Art kollektiver Eigenliebe), ob Junge (Ist Jungsein denn etwas anderes als Unbesonnenheit und Unvernunft) oder Alte (Je mehr sie sich dem Greisenalter nähern, um so mehr kommen sie auf die Kindheit zurück), Frauen (In der Liebe hängen die Mädchen eindeutig mit ganzem Herzen an den Toren, den Weisen meiden und verabscheuen sie wie einen Skorpion) und Männer (Ich beriet ihn nach meiner Weise: Er solle sich ein Weib nehmen, jenes ebenso dumme und läppische wie ergötzliche und reizvolle Wesen), das einfache Volk (wie […] jene am glücklichsten leben, denen Künste völlig fremd sind und die nur dem Trieb der Natur folgen) ebenso wie Geistliche oder Weltleute (dass sie alle auf ihren Vorteil bedacht sind und keiner es dabei an Gesetzeskenntnis fehlen lässt. […] Irgendwelche Lasten wälzt man wohlweislich auf fremde Schultern ab und reicht sie wie einen Ball von Hand zu Hand weiter), wobei die „Geistigen“ und „das Volk“ sich in einem „unüberbrückbare[n] Gegensatz der Anschauungen […] einander als verrückt betrachten“, Kaufleute (das widerwärtigste aller Geschäfte), Dichter (Eigenliebe und Schmeichelei sind diesem Haufen vor alle eigentümlich), Schriftsteller (Ohne große Vorarbeit schreiben sie, was ihnen gerade einfällt.), Rhetoren (bei Gauklern in die Lehre gegangen), Juristen (Mit hartnäckiger Verbissenheit können sie nämlich um des Kaisers Bart streiten und verlieren in der Hitze des Gefechts meist die Wahrheit aus den Augen.), Grammatiker (In ihren Tretmühlen und Folterkammern –, inmitten des Kinderhaufens, altern vor der Zeit.), Wissenschaftler (Was macht es schon, wenn so einer stirbt, der nie gelebt hat?), Philosophen (wenig […] für irgendwelche Aufgaben des täglichen Lebens brauchbar […] – Sie tun so, als ob sie der Erschafferin Natur hinter ihre Geheimnisse geschaut hätten und unmittelbar aus dem Rat der Götter zu uns gekommen wären.), Mönche (halten sie es für den Inbegriff frommen Wandels, die Bildung bis zur Unkenntnis des Lesens zu vernachlässigen) und Theologen (Als Scharfsinn bezeichnen sie, was die Menge nicht begreift […] – greifen […] hier und dort vier oder fünf Worte auf, entstellen sie nach Bedarf und machen sie mundgerecht.), Papst und Kardinäle (stattdessen sind sie aber äußerst freigebig in Interdikten, Amtsenthebungen, Bannandrohungen), Bischöfe (Im Wettbewerb um geistliche Ämter und Pfründen wird sich ein Büffel eher durchsetzen als ein Weiser.), Fürsten oder Könige und Höflinge (die Bürger zu schröpfen und die Staatseinkünfte in die eigene Tasche zu leiten […] auch die gröbste Ungerechtigkeit noch unter dem Schein des Rechtes auftritt […] – wenn einer […] daran […] denken wollte, würde er nicht ein trübseliges und ruheloses Leben führen?). In summa ergibt das eine verrückte Welt (das gesamt menschliche Leben ist nichts anderes als ein Spiel der Torheit […] – Ein Verrückter lacht über den andern, und sie bereiten sich gegenseitig Vergnügen), in der nur die „Torheit allein […] Freiheit“ schafft, indem sie den Blick des Menschen (Von hoher Warte […] [sähe] er das menschliche Leben in maßloses Unheil verstrickt) vom „großen Elend“ ablenkt (Dieser Trug und Schein ist es doch, der die Augen der Zuschauer gebannt hält […] – das eben heißt Mensch sein!):

„Es tut halt so sauwohl, keinen Verstand zu haben, dass die Sterblichen um Erlösung von allen möglichen Nöten lieber bitten, als um Befreiung von der Torheit.“

Den Schluss bildet eine Übersicht über das Stichwort Torheit in der Bibel und Erwägungen zur Frage, ob ein wahrhaft christliches Leben nicht Torheit in den Augen der in Wahrheit törichten Welt bedeutet.
Erasmus schrieb seine „Stilübung“ in nur wenigen Tagen als durchgängiges Werk ohne Kapitelüberschriften, gedacht als eine etwa dreistündige Rede (heute auf etwa 100 DIN-A5-Seiten gedruckt). Auch ohne Kapitelüberschriften lässt sich die Struktur des Werkes gut erkennen und wie folgt einteilen: Die Torheit tritt auf • Sie berichtet von ihrer Zeugung und ihren Vorzügen • Sie lobt die Jungen und das Alter • Die Torheit lästert über die Götter • Sie erklärt den Unterschied von Mann und Weib • Was sie von der Freundschaft und der Ehe hält • Über Kunst, Krieg und weise Männer • Torheiten über die Klugheit, Weisheit und Tollheit • Die Torheit bedauert das Menschsein • Die Torheit lobt die Wissenschaften • Über das glückliche Dasein der Toren • Die Torheit und der Wahn • Über Aberglaube, Ablass und Heilige • Dünkel und Schmeichelei, Sein und Schein • Das törichte Welt-Theater • Die Torheit und die Theologie • Über Mönche und Prediger • Über Könige und Fürsten • Über Bischöfe, Kardinäle, Päpste und Priester • Weisheiten und Eigenlob • Torheit in der Bibel • Sind fromme Christen Toren? • Epilog im Himmel.
Mit Selbstironie lässt Erasmus seine Stultitia ihre „Lobrede“ beenden:

„Und jetzt – ich sehe es euch an – erwartet ihr den Epilog. Allein, da seid ihr wirklich zu dumm, wenn ihr meint, ich wisse selber noch, was ich geschwatzt habe, schüttete ich doch einen ganzen Sack Wörtermischmasch vor euch aus. Ein altes Wort heißt: ‚Ein Zechfreund soll vergessen können‘, ein neues: ‚Ein Hörer soll vergessen können.‘ Drum Gott befohlen, brav geklatscht, gelebt und getrunken, ihr hochansehnlichen Jünger der Torheit!“

Erasmus hat mit seinem Werk (noch war die Inquisition nicht abgeschafft) einen erstaunlichen Balanceakt vollbracht, indem er Kirche und Christen so kritisierte, dass er argumentieren konnte, nicht er, sondern nur eine Törin bzw. die Torheit selbst könne eine solche Rede halten. Auf dem Konzil von Trient (1545) wurde das Buch – wie die meisten anderen Bücher von Erasmus – auf den Index gesetzt.

## Deutsche Übersetzungen und Bearbeitungen
Die erste deutsche Übersetzung besorgte Sebastian Franck, sie erschien im Jahr 1534 in Ulm. Es folgten mehrere Übersetzungen, die auch zu Vorlagen von Alfred Hartmann wurden, der das Werk 1929 in Basel neu herausbrachte. Bekannte Übersetzungen und Bearbeitungen sind:
- Das Lob der Torheit, Hrsg. von Claus Träger, übersetzt von Heinrich Hersch in der Bearbeitung und mit Anm. von Curt Woyte, Mit 27 Zeichn. von Gabriele Mucchi, Reclam, Leipzig, 1985, DNB 860419444
- Das Lob der Torheit. Eine Lehrrede. Übersetzt aus dem Lateinischen und Nachwort von Kurt Steinmann. Manesse-Verlag, Zürich 2002, ISBN 3-7175-1992-1 (Buchkritik).
- Das Lob der Torheit. Übersetzt von Alfred Hartmann. Herausgegeben von Emil Major. Panorama, Wiesbaden 2003, ISBN 3-926642-26-2 (Buchkritik (Memento vom 11. November 2005 im Internet Archive)).
- Lob der Narrheit. In der Übersetzung von Lothar Schmidt. Faber und Faber, Leipzig 2005, ISBN 3-936618-60-7 (Books-Google).
- Lob der Narrheit. (2016) Reprint der Ausgabe Berlin und Leipzig: Georg Jacob Decker, königl. Hofdrucker, 1781. Mit Kupfern von Chodowiecky.
- Lob der Torheit. Erasmus von Rotterdam. Aus dem Lateinischen übersetzt von Heinrich Hersch. Eingerichtet und überarbeitet von Kim Landgraf. Anaconda, Köln 2006, ISBN 3-938484-98-5.
- Das Lob der Torheit. Bearbeitet von Josef Lehmkuhl. In: Josef Lehmkuhl: Erasmus – Machiavelli. Zweieinig gegen die Dummheit. Königshausen & Neumann, Würzburg 2008, ISBN 978-3-8260-3889-1, S. 131–213 (Books-Google).
- Das Lob der Torheit. Vorgelesen von Jochen Malmsheimer. Audio-CD – Ungekürzte Ausgabe 2012, ISBN 978-3864840050
- Lob der Torheit im Projekt Gutenberg-DE

## Nachwirkungen
In Harry Mulischs Buch Die Entdeckung des Himmels trägt das Antiquariat der Familie Brons den Namen „Lob der Torheit“.

## Zitate / Quellen
1. ↑  Zitiert nach: Beate Kellner, Jan-Dirk Müller, Peter Strohschneider (Hrsg.): Erzählen und Episteme. Literatur im 16. Jahrhundert. de Gruyter, Berlin/New York 2011, ISBN 978-3-484-36636-7, S. 208, Anm. 73.
2. ↑  Alle folgenden Texte nach der Übersetzung von Alfred Hartmann
3. ↑  Das Theür vnd Künstlich Buechlin Morie Encomion: das ist, Ein Lob der Thorhait, von Erasmo Roterodamo schimpfflich gespilt, zu lesen nit weniger nützlich, dann lieblich, verteütscht. Von der Hayloszigkaitt, Eyttelkaytt, vnd vngewißhait aller Menschlichen Künst vn(d) weyßhait, Zu ende mit angehefft. Ein Lob des Esels, auß Heinrico Cornelio Agrippa, De vanitate etc. verteütscht. Von dem Bam desz wiszens Gutz vnd boesz dauon Adam den Todt hat gessen, vnd noch heüt alle Menschen den Todt essen, Was der sei, vnd wie er noch heüt iedermann verbotten. Was dargegen der Bawm des Lebens sei. Encomium, Ein Lob des Thorechten Götlichen Worts, Was das sei, von des selben Maiestät, vnd was für vnderschaid zwischen der Schrifft, eüssern vnd innern Worts sei. Alles zum tail verteütscht, zum tail beschrieben durch Sebastianum Francken von Wörd. Hans Varnir zu Ulm, 1534.